# Resolución 32 del Consejo de Seguridad de las Naciones Unidas
La resolución 32 del Consejo de Seguridad de las Naciones Unidas, adoptada el 26 de agosto de 1947, condenó los continuos episodios de violencia en la Revolución Nacional de Indonesia, haciendo un llamamiento a ambos bandos (los Países Bajos y los Republicanos de Indonesia) a dejar las armas y cumplir con los compromisos de la Resolución 30 del Consejo de Seguridad. 
La resolución fue adoptada por diez votos a favor y con la abstención del Reino Unido.